# Pachycondyla ambigua
Pachycondyla ambigua är en myrart som beskrevs av Andre 1890. Pachycondyla ambigua ingår i släktet Pachycondyla och familjen myror. Inga underarter finns listade i Catalogue of Life.

## Bildgalleri